# 筑波大学附属病院
筑波大学附属病院（つくばだいがくふぞくびょういん）は、茨城県つくば市にある病院である。筑波大学附属の大学病院であり、特定機能病院や高度救命救急センターや総合周産期母子医療センターなどの指定を受けている。

## 概要
筑波大学の開学、医学専門学群の設置から3年遅れて1976年（昭和51年）10月1日に開院、国立大学法人化に伴い2004年（平成16年）4月1日より現在の正式名称となった。
2016年（平成28年）11月12日、中華民国の衛生福利部桃園病院と国立中山大学の3者で姉妹友好病院意向書に署名した。
救急・集中治療部がある「けやき棟」屋上に、ドクターヘリ専用ヘリポートが設置されている。けやき棟は国立大学病院で初めてPFI方式を導入し、2012年（平成24年）12月26日、供用が開始された。また、けやき棟共用開始とともに、小児集中治療センターと小児救命救急センターが設置された。
2019年（令和元年）10月16日、茨城県内で初めて高度救命救急センターの指定を受け、2020年（令和2年）4月1日より稼働を開始した。

## 診療科
2020年（令和2年）初めにおける診療科は以下の通り。
- 内科
  - 循環器内科、呼吸器内科、消化器内科、腎臓内科、血液内科、膠原病・リウマチ・アレルギー内科、神経内科、内分泌代謝・糖尿病内科、遺伝診療科、睡眠呼吸障害科、メンタルヘルス科、腫瘍内科、病院総合内科
- 外科
  - 心臓血管外科、消化器外科、泌尿器科、脳神経外科、脳卒中科、呼吸器外科、乳腺・甲状腺・内分泌外科、整形外科、形成外科
- 精神神経科
- 産科・婦人科
- 皮膚科
- 感染症科
- 耳鼻咽喉科
- 歯科・口腔外科
- 放射線科・放射線腫瘍科
  - 放射線診断・IVR科
  - 放射線腫瘍科
- 麻酔科
- 救急・集中治療科
- 病理診断科
- 小児内科・小児外科
  - 小児内科
  - 小児外科
- 眼科
- 総合診療科
- リハビリテーション科
- 外来担当者

## 医療機関の指定・認定
（下表の出典）
| 保険医療機関                                                               |
| 労災保険指定医療機関                                                       |
| 指定自立支援医療機関（更生医療・育成医療・精神通院医療）                   |
| 身体障害者福祉法指定医の配置されている医療機関                             |
| 精神保健及び精神障害者福祉に関する法律に基づく指定病院又は応急入院指定病院 |
| 精神保健指定医の配置されている医療機関                                     |
| 生活保護法指定医療機関                                                     |
| 結核指定医療機関                                                           |
| 指定養育医療機関                                                           |
| 指定療育機関                                                               |
| 指定小児慢性特定疾病医療機関                                               |
| 難病の患者に対する医療等に関する法律に基づく指定医療機関                   |
| 戦傷病者特別援護法指定医療機関                                             |
| 原子爆弾被害者医療指定医療機関                                             |
| 原子爆弾被害者一般疾病医療取扱医療機関                                     |
| 公害医療機関                                                               |
| 母体保護法指定医の配置されている医療機関                                   |
| 特定機能病院                                                               |
| 災害拠点病院（地域）                                                       |
| 救命救急センター（高度救命救急センター）                                   |
| 臨床研修病院                                                               |
| 特定行為研修指定研修機関                                                   |
| 臨床修練病院                                                               |
| がん診療連携拠点病院（高度型）                                             |
| がんゲノム医療中核拠点病院等                                               |
| エイズ治療拠点病院（中核）                                                 |
| 特定疾患治療研究事業委託医療機関                                           |
| DPC対象病院                                                                |
| 総合周産期母子医療センター                                                 |
| 都道府県アレルギー疾患医療拠点病院                                         |

- 原子力災害拠点病院[9]
- 茨城県認知症疾患医療センター（基幹型）[7]
- 難病診療連携拠点病院[7]
- 災害拠点精神科病院[7]
- NPO法人卒後臨床研修評価機構認定病院[10]
- 公益財団法人日本医療機能評価機構認定病院[11]

このほか、各種法令による指定・認定病院であるとともに、各学会の認定施設でもある。

## 交通
- 首都圏新都市鉄道つくばエクスプレス「つくば駅（つくばセンター）」から、路線バス「筑波大学循環右回り」乗車、「筑波大学病院入口」下車、徒歩3分。